# Chen Zhu
Ne doit pas être confondu avec Zhu Chen, dont le nom de famille est Zhu
Dans ce nom chinois, le nom de famille, Chen, précède le nom personnel.
Chen Zhu est un hématologue, biologiste moléculaire et homme politique chinois. Il a été ministre de la Santé de la République populaire de Chine de 2007 à 2013. Né à Shanghai en 1953, il y étudie la médecine avant de partir en France étudier l'hématologie et la biologie moléculaire à l'hôpital Saint-Louis. Il a obtenu son doctorat à l'université Paris Diderot sous la direction du professeur Laurent Degos, puis est retourné en Chine où il travaille en tant que chercheur et responsable de centres de recherche à Shanghaï. Il a été de 2007 à 2013 ministre de la Santé sans être membre du Parti communiste chinois. Il a été chargé de la réforme de la santé entamée en 2006 visant à créer une assurance maladie en Chine pour remédier au fait que de nombreux chinois ont perdu leur assurance en même temps que leur travail et se trouvent confrontés à une santé chère. L'un des aspects de cette réforme est la distribution de médicaments repris de la médecine traditionnelle chinoise. Cette approche est rendue possible grâce à des études cliniques des effets de la pharmacopée traditionnelle. Ses efforts  consistent à améliorer l'évaluation de la Recherche et à créer un réseau de chercheurs au sein des hôpitaux chinois, notamment pour faire face aux maladies infectieuses émergentes. Li Bin lui succède en 2013.
Il a reçu la légion d'honneur en 2002 et le prix international de l'INSERM en 2006 pour ses percées majeures dans le traitement de la forme la plus maligne de la leucémie. Il a été nommé membre de la Royal Society en 2013.